# NOAD in het seizoen 1969/70
Het seizoen 1969/1970 was het 16e jaar in het bestaan van de Tilburgse betaaldvoetbalclub NOAD. De club kwam uit in de Tweede divisie en eindigde daarin op de 11e plaats.  Tevens deed de club mee aan het toernooi om de KNVB beker, hierin werd in de eerste ronde verloren van Haarlem (0–2).

## Wedstrijdstatistieken

### Tweede divisie
|       | AGOVV | Baronie | SC Drente | EDO   | EVV   | Gooiland | Heerenveen | Hermes DVS | Limburgia | PEC   | RBC   | Roda JC | Velox | FC VVV | Wageningen | ZFC   |
| ----- | ----- | ------- | --------- | ----- | ----- | -------- | ---------- | ---------- | --------- | ----- | ----- | ------- | ----- | ------ | ---------- | ----- |
| Thuis | 0 – 1 | 0 – 0   | 2 – 0     | 3 – 0 | 1 – 1 | 1 – 2    | 3 – 3      | 1 – 4      | 2 – 1     | 0 – 1 | 0 – 1 | 1 – 1   | 0 – 3 | 3 – 0  | 1 – 2      | 0 – 0 |
| Uit   | 0 – 4 | 4 – 2   | 1 – 3     | 1 – 5 | 5 – 0 | 0 – 0    | 4 – 1      | 2 – 1      | 3 – 0     | 3 – 2 | 1 – 1 | 2 – 2   | 1 – 0 | 1 – 2  | 3 – 0      | 1 – 2 |

#### KNVB beker
| 1e ronde                                               | NOAD | 0 – 2 (0 – 0) | Haarlem                             |
| 19 oktober 1969 Plaats: Tilburg Gemeentelijk Sportpark |      |               | 65' Dries Boszhard 76' Beer Wentink |

## Statistieken NOAD 1969/1970

### Eindstand NOAD in de Nederlandse Tweede divisie 1969 / 1970
| Stand | Gespeeld | Gewonnen | Gelijk | Verloren | Punten | Doelpunten voor | Doelpunten tegen |
| ----- | -------- | -------- | ------ | -------- | ------ | --------------- | ---------------- |
| 11e   | 32       | 9        | 8      | 15       | 26     | 43              | 52               |

### Topscorers
| #      | Naam                  | Goal |
| ------ | --------------------- | ---- |
| 1.     | Theo Netten           | 9    |
| 2.     | Piet van Dijk         | 8    |
| 2.     | Bart Stovers          | 8    |
| 4.     | Gerard Netten         | 5    |
| 4.     | Jacques van Ranzow    | 5    |
| 6.     | Jan Hendriks          | 2    |
| 6.     | Harrie van der Velden | 2    |
| 6.     | Henk Zieltjens        | 2    |
| 9.     | Ad de Beer            | 1    |
| 9.     | Ad van der Pas        | 1    |
| Totaal | Totaal                | 43   |

| #      | Naam        | Goal |
| ------ | ----------- | ---- |
| –      | Geen speler | 0    |
| Totaal | Totaal      | 0    |

## Voetnoten
AGOVV · Baronie · SC Drente · EDO · Eindhoven · Gooiland · Heerenveen · Hermes DVS · Limburgia · NOAD · PEC · RBC · Roda JC · Velox · FC VVV · Wageningen · ZFC